# 東京ディズニーランド・エレクトリカルパレード・ドリームライツ
東京ディズニーランド・エレクトリカルパレード・ドリームライツ（Tokyo Disneyland Electrical Parade Dreamlights）は、東京ディズニーランドにて2001年6月1日から開催されている夜のパレードである。

## 概要
このパレードは、1985年3月9日から1995年6月21日にかけて実施された、東京ディズニーランドで最初の夜のパレードである『東京ディズニーランド・エレクトリカルパレード』を大幅リニューアルしたものであり、1995年7月21日から2001年5月15日まで実施された『ディズニー・ファンティリュージョン!』の後を受けて始まったパレードである。
初代エレクトリカルパレードは電飾が50万個使用されていたが、ドリームライツでは100万個使用されている。電飾に加え、LEDライトや光ファイバーなどの最新技術が多様に使用され、出演者の電飾用バッテリーの小型軽量化により負担が軽減されている。
パレードのテーマソングも、初代エレクトリカルパレードで使われていた『バロック・ホウダウン』をドリームライツでも使っている。ただし、初代エレクトリカルパレードではシンセサイザーのみの楽曲だったが、ドリームライツではグレゴリー・スミスの編曲により、初代エレクトリカルパレードの楽曲を元に、オーケストラによる壮大な演奏をはじめ、各フロートごとに異なる様々なアレンジがされた楽曲が使われている。ドリームライツで初めて登場したこのバージョンは、2009年からディズニー・カリフォルニア・アドベンチャーでの「ディズニー・エレクトリカルパレード」でも使用されるようになり、過去はフロリダのマジック・キングダムでの「ディズニー・メインストリート・エレクトリカルパレード」に引き継がれて使用されていた。
クリスマスシーズンには、テーマソングやキャラクターの衣装などが変わり、クリスマスバージョンで公演される。
ドリームライツは2007年3月17日、2011年7月8日、2015年7月9日、2017年7月11日にリニューアルが行なわれている。2011年のリニューアルの際、ドリームライツは休演し、その期間は晴天時でも雨の日限定の夜のパレード『ナイトフォール・グロウ』が公演された。
スポンサーはBIPROGY（ビプロジー）株式会社。初代エレクトリカルパレード、ディズニー･ファンティリュージョン! 及び2022年3月31日までは日本ユニシス名義として提供してきたが、2022年4月1日の社名変更に伴い、現社名に変更。
新型コロナウイルス感染症（COVID-19）流行の影響により、2020年2月末からパレードの休止が続いていたが、2021年11月1日から一部の演出を変更した上で約1年8か月ぶりにパレードを再開した。

## パレード構成 (2017年7月11日より)
出典：
メンテナンス等により、いくつかのフロートが登場しないこともある。
フロート名の末尾に*が付いたものは2017年7月11日リニューアルより新規参加、または同名でリニューアルされたフロート。また、新型コロナウイルスの影響による休止からの再開に際しては下記の構成と一部異なる部分がある。
Opening Window (オープニング・ウィンドウ)

Opening (オープニング)
- ブルーフェアリー
- 光の騎士
- ミッキーのドリームライツ・トレイン

Alice (ふしぎの国のアリス)
ディズニー映画『ふしぎの国のアリス』より
- アリスとチシャネコ

Disney Fairies　(ディズニー・フェアリーズ)　2021年11月1日～現在
ディズニー映画『ティンカー・ベル』より
- フェアリーズ

Pete's Dragon (ピートとドラゴン)
ディズニー映画『ピートとドラゴン』より
- ピートとドラゴン

Peter Pan (ピーターパン)
ディズニー映画『ピーターパン』より
- ピーターパンの海賊船

Toy Story 3 (トイ・ストーリー3)
ディズニー/ピクサー映画『トイ・ストーリー』および『トイ・ストーリー2』および『トイ・ストーリー3』より
- トイ・ストーリー

Aladdin (アラジン)
ディズニー映画『アラジン』より
- アグラバー（アラジン　ジャスミン）のフロート
- ジーニー

Tangled (塔の上のラプンツェル)
ディズニー映画『塔の上のラプンツェル』より
- ラプンツェル

Cinderella (シンデレラ)
ディズニー映画『シンデレラ』より
- カボチャの馬車*
- 舞踏会*

Beauty and the Beast (美女と野獣)
ディズニー映画『美女と野獣』より
- ルミエール*
- 美女と野獣*

Frozen (アナと雪の女王)
ディズニー映画『アナと雪の女王』より
- 氷の城*

Small World (Finale) (スモールワールド(フィナーレ))
- ショーボート
- エアシップ
- ザ・ムーン
- ザ・サン

Closing (クロージング)
- スポンサーフロート（スポンサーであるBIPROGY(2022年3月まで日本ユニシス)のロゴが描かれたフロート）

### 使用楽曲
出典：
Opening Window
- エレクトリック・ファンファーレ - Electric Fanfare

Opening
- バロック・ホウダウン - Baroque Hoedown

Alice in Wonderland
- ゴールデン・アフタヌーン - All in the Golden Afternoon
- お誕生日じゃない日のうた - The Unbirthday Song
- ふしぎの国のアリス - Alice in Wonderland
- 私だけの世界 - In a World of My Own
- トゥワズ・ブリリグ - 'Twas Brillig

Disney Fairies
- フライ・トゥ・ユア・ハート - Fly to Your Heart
- 妖精のうた - To the Fairies They Draw Near

Pete's Dragon
- ブラズル・ダズル・デイ - Brazzle Dazzle Day
- それはむずかしい - It's Not Easy

Peter Pan
- きみもとべるよ! - You Can Fly! You Can Fly! You Can Fly!
- フック船長はエレガント - The Elegant Captain Hook
- リーダーにつづけ - "Following the Leader"
- ワニをひやかすな - "Never Smile at a Crocodile"
- 右から2番目の星 - "The Second Star to the Right"

Toy Story
- 君はともだち - You've Got a Friend in Me
- 僕らはひとつ - We Belong Together

Aladdin
- アリ王子のお通り - Prince Ali
- アラビアン・ナイト - Arabian Nights
- フレンド・ライク・ミー - Friend Like Me
- きみもとべるよ! - You Can Fly! You Can Fly! You Can Fly!
- ワニをひやかすな - Never Smile At A Crocodile
- カードの大行進 - March of the Cards
- ニモの卵 - Nemo Egg
- 星に願いを - When You Wish Upon A Star
- アロハ・オエ - Aloha Oe

Tangled
- 魔法の花 - "Healing Incantation"
- 輝く未来 - "I See the Light"
- 自由への扉 - "When Will My Life Begin?"

Cinderella
- ビビディ・バビディ・ブー - Bibbidi-Bobbidi-Boo (The Magic Song)
- 夢はひそかに - A Dream Is a Wish Your Heart Makes
- シンデレラ - Cinderella
- 仕事のうた - "The Work Song"
- 宮殿での舞踏会 - "Reception at the Palace"
- これが恋かしら - "So This Is Love"

Beauty and the Beast
- ひとりぼっちの晩餐会 - "Be Our Guest"
- 美女と野獣 - "Beauty and the Beast"
- 愛の芽生え - "Something There"
- プロローグ - "Prologue"

Frozen
- レット・イット・ゴー - "Let It Go"
- 生まれてはじめて - "For the First Time in Forever"
- エルサとアナ - "Elsa and Anna"
- 雪だるまつくろう - "Do You Want To Build a Snowman?"
- あこがれの夏 - "In Summer"

Finale
- 小さな世界 - It's a Small World

Closing
- ドリームライツ・テーマ・バリエーション - Dreamlights Theme Variation

Closing Window
- エレクトリック・ファンファーレ - Electric Fanfare